# پاوندستاک
پاوندستاک (به انگلیسی: Poundstock) یک روستا و محله مدنی در بریتانیا است که در Cornwall واقع شده‌است. پاوندستاک ۸۶۰ نفر جمعیت دارد.